# Henrik Ranby

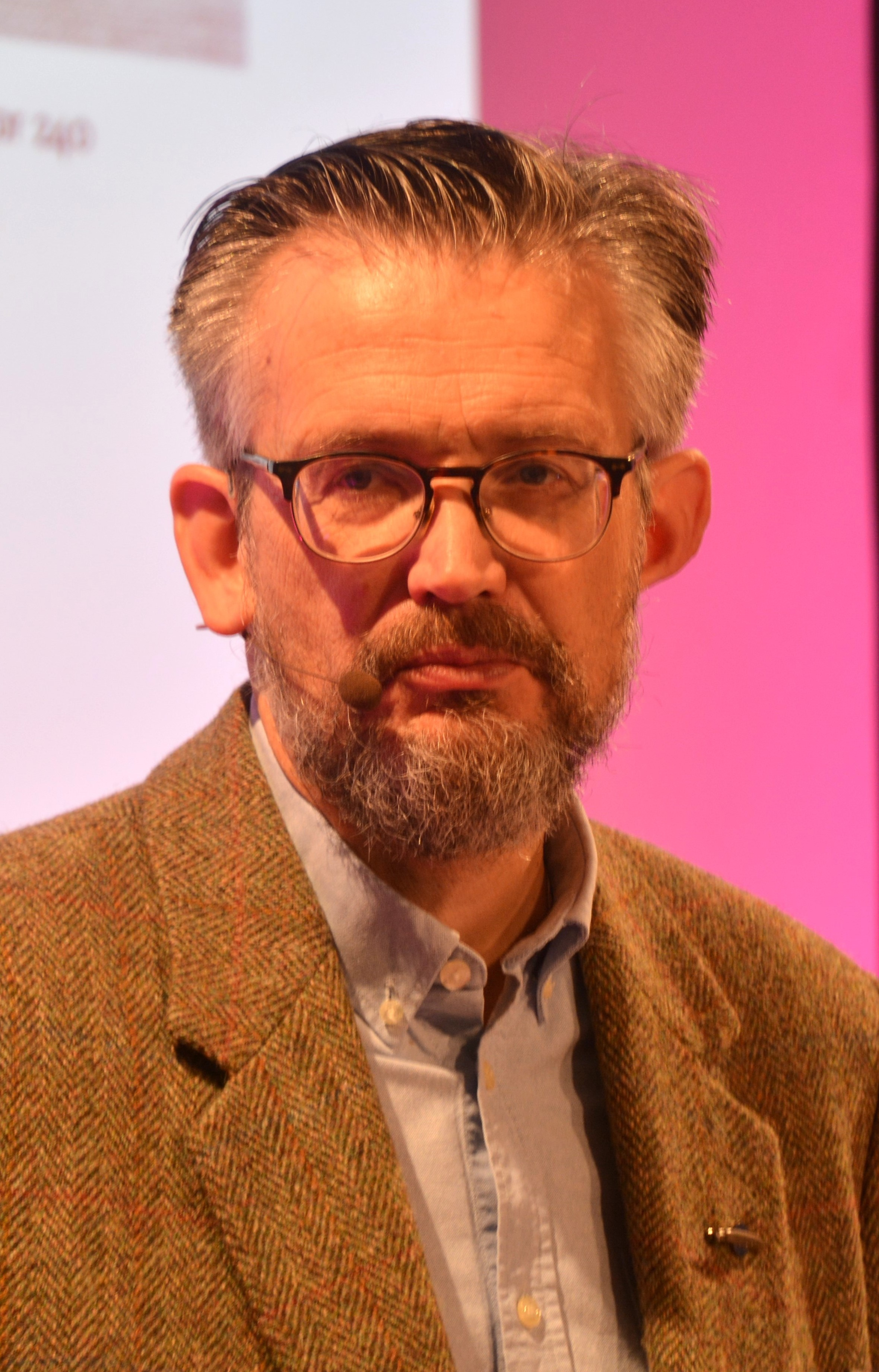
Henrik Ranby på Bokmässan i Göteborg 2023

Henrik Olof Ranby, född 18 december 1965 i Helsingborg, är en svensk bebyggelseantikvarie, konstvetare och författare. 
Ranby disputerade i konstvetenskap 2002 på en avhandling om arkitekten Harald Boklund. Ranby har varit verksam inom kulturmiljövården i Skåne, i huvudsak som stadsantikvarie i Höganäs kommun. Sedan 2014 är han universitetslektor i kulturvård vid Göteborgs universitet.
Henrik Ranby har skrivit bebyggelsehistoria över Malmö (i Malmö stads historia del 6, 1992) och Helsingborg (2005) och var redaktör för bokverket Höganäs historia (2011–2013). I boken Henriks byggnadsvård (2014) diskuterar han bebyggelseantikvarierollen och kulturarvsarbetet mellan teori och praktik från 1970-talets rivningsdamm till 2000-talets stadsantikvarieroll.  I boken Åkdon, blick och landskap (2020) skärskådar han landskap och landskapssynen med utgångspunkt i hur man tagit sig fram.  Författarskapet omfattar vidare sonettsamlingen Museum (2020) och biografin över hustrun, Minnet av Caroline (2021). År 2023 fungerade Ranby tillsammans med Peter Appelros som redaktör för den första monografin över Kullens fyr, publicerade forskning om Lunds domkyrka samt den självbiografiska barndomsskildringen Decemberbarn, i vilken borgerlighet och manlighetskonstruktion ses mot bakgrund av 1900-talets kulturhistoria.
Ranby var från 1994 gift med antikvarien och författaren Caroline Ranby, född Nilsson (1964–2019).